# Resonac Holdings

Altes Logo

Altes Logo

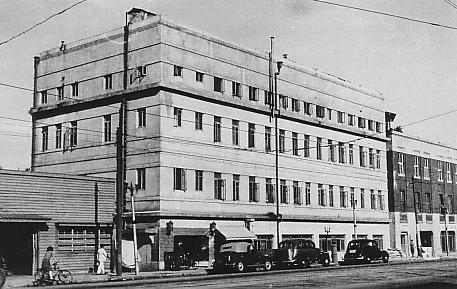
Firmenhauptsitz im Jahr 1948

Rezonakku Hōrudingusu K.K. (japanisch 株式会社レゾナック・ホールディングス; engl. Resonac Holdings K.K.; bis 2023: Shōwa Denkō K.K.) ist ein japanisches Chemieunternehmen, das als japanische Aktiengesellschaft (jap. Kabushiki kaisha) im Nikkei 225 gelistet ist. Das Unternehmen zählt zu den größten japanischen Chemiekonzernen, produziert und vermarktet aber auch Halbleiter- und Elektronikwerkstoffe.

## Übersicht
Die Mehrheit der Aktien des Unternehmens befinden sich in Streubesitz. Die größten Einzelaktionäre des Unternehmens sind SAMSUNG Electronics Co., Ltd. (4,69 % der Aktien), Nomura Asset Management Co., Ltd. (4,38 % der Aktien), Sumitomo Mitsui Trust Asset Management Co., Ltd. (3,77 % der Aktien), Asset Management One Co., Ltd. (3,16 % der Aktien), Fukoku Mutual Life Insurance Co. (3,02 % der Aktien), The Vanguard Group, Inc. (2,41 % der Aktien), Showa Denko K.K. (2,37 % der Aktien), Daiwa Asset Management Co. Ltd. (1,83 % der Aktien), Nikko Asset Management Co., Ltd. (1,82 % der Aktien) und Dai-ichi Life Holdings, Inc. (1,80 % der Aktien).
Das Unternehmen Shōwa Denkō wurde in den 1930er Jahren von Mori Nobuteru als Teil des Mori-Konzerns durch Fusion von Shōwa Hiryō (Dünger) und Nippon Denki Kōgyō (Elektronik) gegründet und war ursprünglich hauptsächlich in der Düngemittelherstellung (Ammoniumsulfat) tätig. Heute erwirtschaftet das Unternehmen seinen Umsatz durch Chemie, Aluminiumverhüttung und Elektronik. 1948 kam es zum Shōwa-Denkō-Vorfall, einem Bestechungsskandal.
Durch die Übernahme von GMM Group im November 2016 und ILAG Industrielack AG im Jahr 2019 strebte Shōwa Denkō eine strategische Weiterentwicklung der Beschichtungsstoffsparte an. 2016 erwarb Shōwa Denkō das Segment der Graphitelektroden von der SGL Group mit einem Unternehmenswert (Enterprise Value) von € 350 Mio. und baute so seine Marktposition im Graphitelektrodenmarkt in den drei Schlüsselregionen Europa, den USA und Asien weiter aus.
Im Jahr 2020 schloss Shōwa Denkō die Übernahme der ehemaligen Hitachi Chemical Company, Ltd. (jetzt Showa Denko Materials Co., Ltd.) ab. Shōwa Denkō hatte zugestimmt, bis zu ¥ 964 Mrd. ($ 8,8 Mrd.) in einem Übernahmeangebot für Hitachi Chemical Co. zu zahlen. Die zuvor zum Hitachi-Konglomerat gehörende Hitachi Chemical produziert und verarbeitet kunststoffbasierte Hochleistungswerkstoffe und Folien für Anwendungen in der Elektronik- und Optikindustrie, im Fahrzeugbau, in der Photovoltaik-Branche und in weiteren Industriezweigen. Die Übernahme war die bisher größte in der Geschichte des Unternehmens und hat das Ziel, den Umsatz mit hochentwickelten Batterien für Elektrofahrzeuge und verwandten Materialien steigern.
Am 1. Januar 2023 firmierte der Konzern zu Resonac um. Als Holdinggesellschaft dient die Resonac Holdings Corporation (ehemals Shōwa Denkō K.K.).

## Produkte
Resonac stellt unter anderem den Bio--Polyester Polybutylensuccinat (PBS), HPLC-Säulen (Shodex), Festplattenplatter sowie Seltenerdmagneten her.
Der Nettoumsatz des Unternehmens teilt sich auf die folgenden Produktkategorien auf:
- petrochemische Produkte (26,6 %): Olefine (Polyethylen, Polypropylen) und organische chemische Produkte (Vinylacetatmonomer, Ethylacetat und Kunststoffe);
- anorganische Produkte (24,4 %): Keramik und Kohlenstoff (Graphitelektroden);
- chemische Produkte (15,5 %): Ätznatron, Chlor, flüssiges Ammoniak, Aminosäuren, Polymere, Gas (Sauerstoff, Stickstoff, Wasserstoff) usw.;
- elektronische Bauteile (10,6 %): Festplatten, Halbleiterbauteile, magnetische Bauteile usw.;
- aluminiumprodukte (10 %): Aluminiumfolien, Strangpressprodukte, Schmiedeprodukte, Getränkedosen usw.;
- andere (12,9 %).

Der Nettoumsatz verteilt sich geografisch auf die folgenden Regionen:
- Japan (56,1 %),
- Asien (24,9 %) und
- andere (19 %).

## Skandale
- Im Shōwa-Denkō-Skandal 1948 wurde bekannt, dass das Unternehmen Bestechungsgelder an öffentliche Amtsträger bezahlt hatte, um staatliche Kredite zu erhalten. Der Skandal trug zum Sturz der Koalitionsregierung von Premierminister Ashida Hitoshi bei.
- 1964 wurde das Unternehmen für Verunreinigungen von Flusswasser mit Methylquecksilberverbindungen verantwortlich gemacht, die zum Ausbruch der Niigata-Minamata-Krankheit geführt hatten.
- 1989 Tryptophan-Skandal: Nach der Umstellung der Produktion der Aminosäure Tryptophan auf ein neues, gentechnisches Verfahren kam es zu vielen unerklärlichen Erkrankungen mit dem Eosinophilie-Myalgie-Syndrom,[12] die später auf Verunreinigungen mit 1,1′-Ethylidenbis(tryptophan) zurückgeführt werden konnten.[13]